# Jaume Pujol Balcells
Jaume Pujol Balcells (ur. 8 lutego 1944 w Guissona) – hiszpański duchowny katolicki, arcybiskup Tarragony w latach 2004-2019.

## Życiorys

### Prezbiterat
Święcenia kapłańskie otrzymał 5 sierpnia 1973 z rąk kard. Vicente Enrique y Tarancón. Inkardynowany do prałatury Opus Dei, pracował przede wszystkim w pampeluńskim Uniwersytecie Nawarry. Od 1997 kierował Instytutem Nauk Religijnych na tejże uczelni.

### Episkopat
15 czerwca 2004 papież Jan Paweł II mianował go arcybiskupem ordynariuszem archidiecezji Tarragony. Sakry biskupiej udzielił mu ówczesny nuncjusz apostolski w Hiszpanii abp Manuel Monteiro de Castro.
4 maja 2019 papież przyjął jego rezygnację z pełnionego urzędu, złożoną ze względu na wiek.